# ضفدع سييرا مادري
ضفدع سييرا مادري (الاسم العلمي: Rana sierramadrensis) (بالإنجليزية: Sierra Madre frog)‏ هو نوع من الحيوانات يتبع جنس الضفدع الحقيقي من فصيلة الضفادع الحقيقية.